# Калипта Коста
Калипта Коста (лат. Calypte costae) — колибри небольшого размера, обитающий на юге Северной Америки.
В длину калипта Коста достигает 7,6—8,9 см, размах крыльев до 11 см, а весит около 3 г. Половой диморфизм ярко выражен. Самцы имеют зелёное оперение на спине и боках. Верх головы, крылья и хвост чёрные. Живот и щёки белые. Перья на груди блестящие, сине-фиолетового цвета, такого же цвета затылок. Самка бурого цвета, хвост зеленоватый, живот, как и у самца, белый.
Ареал этой птицы довольно велик. Он охватывает юго-запад США и мексиканский полуостров Калифорния. Эта птица обитает в засушливых местах, где произрастает мало растений и часто появляется в близлежащих к этим территориям садах.
Во время ухаживания самец калипты Коста стремится показать самке своё оперение на груди. Для этого он встаёт на расстоянии нескольких десятков сантиметров от неё под углом к солнцу и начинает наклонять свою голову и вертеть шеей, сопровождая это пронзительными криками.
Гнездо состоит в основном из растительности и пуха и располагается на ветках деревьев (если они есть) или на стволах юкки. Самка откладывает два белых яйца, которые насиживает 15—18 дней. Птенцы вылетают из гнезда через 20—23 дня после вылупления.
Как и другие колибри, калипта Коста питается нектаром цветов и иногда насекомыми. Во время холодных ночей может впадать в анабиоз.
Калипта Коста часто образует гибриды с калиптой Анны, черногорлым архилохусом и трёхцветным селасфорусом.
Изначально Жюль Бурсье дал калипте Коста название Ornismya costæ, и лишь позже она была отнесена в род Calypte. Научное название было дано по имени Луи Мари Панталеона Коста, маркиза Борегара (1806—1864), орнитолога и археолога.